# Група Шредінгера
Група Шредінгера — це група симетрії конфігураційного простору рівняння Шредінгера. Її утворюють перетворення, що відображають фізично еквівалентні точки конфігураційного простору один в одну. Група Шредінгера може бути визначена із загальних фізичних міркувань. У неї входять: перетворення, які здійснюють перестановку електронів; перетворення, які здійснюють обертання системи координат; перетворення Галілея.
Для групи  Шредінгера рівняння вільної частинки виду:
{\displaystyle i{\frac {\partial \Psi }{\partial t}}-{\frac {1}{2M}}\nabla ^{2}\Psi =0}
при перетворенні Галілея виду:
{\displaystyle q\rightarrow q'=Rq+Vt+a}
і
{\displaystyle t\rightarrow t'=t+b}
може бути отримана алгебра Шредінгера.